# Victoria Memorial (Calcutta)
Pour les articles homonymes, voir Victoria Memorial.

Le Victoria Memorial.

Le Victoria Memorial est un monument massif de l'ère impériale britannique, sis à Calcutta en Inde. Il fut érigé au début du XXe siècle à la mémoire de la Reine Victoria du Royaume-Uni qui s'était attribué également le titre d'impératrice des Indes. C'est désormais une attraction touristique importante de la ville et un musée de peintures et de documents photographiques appartenant à l'époque de l'empire britannique des Indes. 

Le mémorial est l'œuvre de Sir William Emerson (1843-1924), architecte londonien qui avait déjà énormément construit en Inde depuis une quarantaine d'années.
La commande lui imposait un style Renaissance, mais Emerson était opposé à l'emploi exclusif de styles européens et incorpora des éléments moghols dans la structure de l'édifice. Il s'inspira néanmoins du plan général de celui de l'hôtel de ville de Belfast, inaugurée en 1903, œuvre de son jeune confrère Alfred Brumwell Thomas (1868–1948), dont le mémorial rappelle la silhouette.

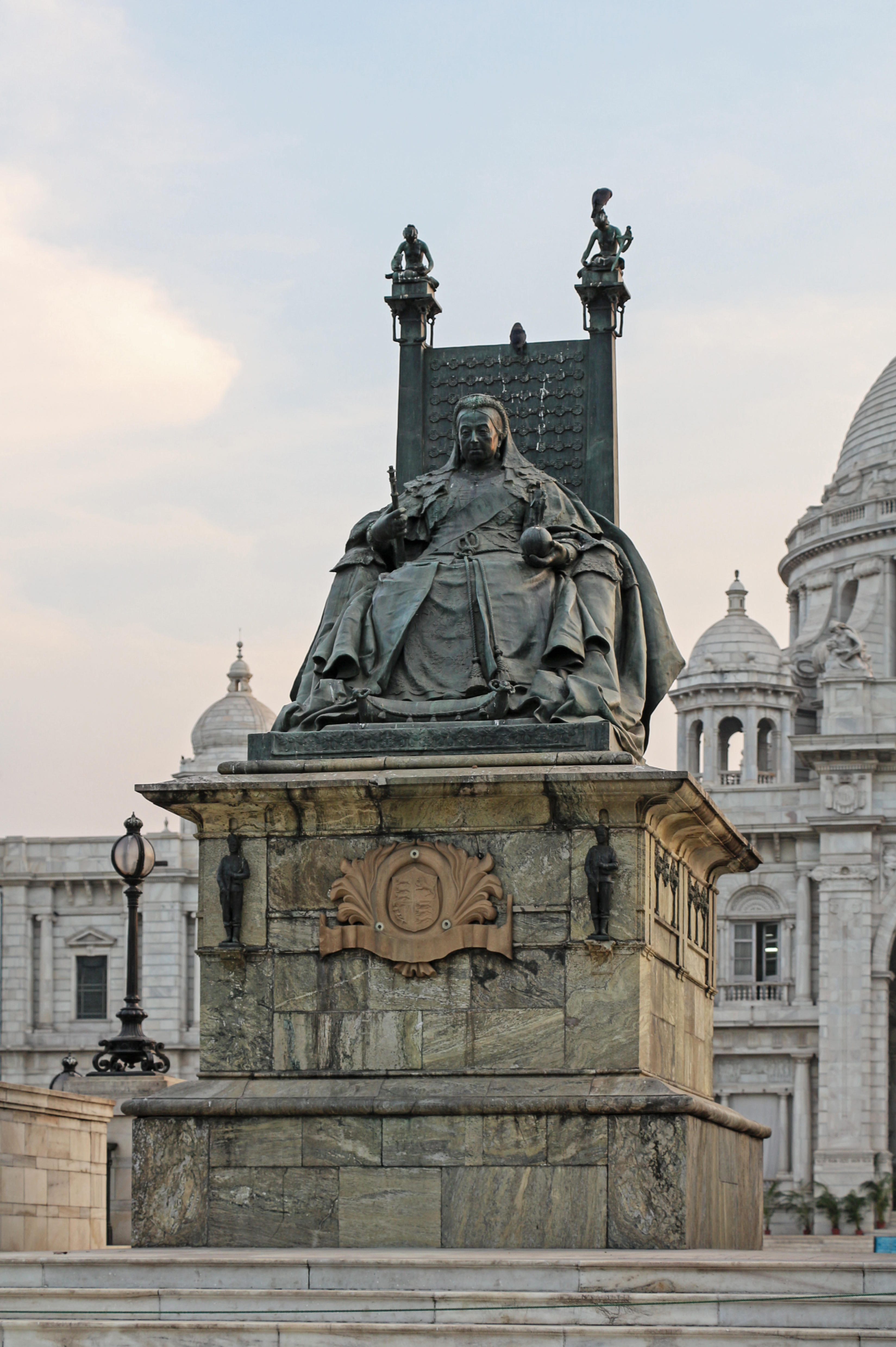
La Reine Victoria assise sur son trône impérial.

Vincent Esch était l'architecte super-intendant, tandis que Lord Redesdale et Sir David Prain conçurent les jardins.
Construit entre 1906 et 1921, le monument de marbre blanc est majestueux. Situé dans la partie méridionale du Maidan, au milieu d'un espace transformé en jardin public. Il est précédé (si l'on vient du nord) par une statue impressionnante de la reine victoria assise sur son trône impérial. Un ange de la victoire en bronze noir, tenant un clairon dans la main fut placé au sommet du dôme du Memorial. Fixé par un roulement à billes, il tourne comme une girouette par vent fort. Contrairement à de nombreux monuments du Raj britannique en Inde, le Victoria Memorial est très bien conservé.

## Galerie

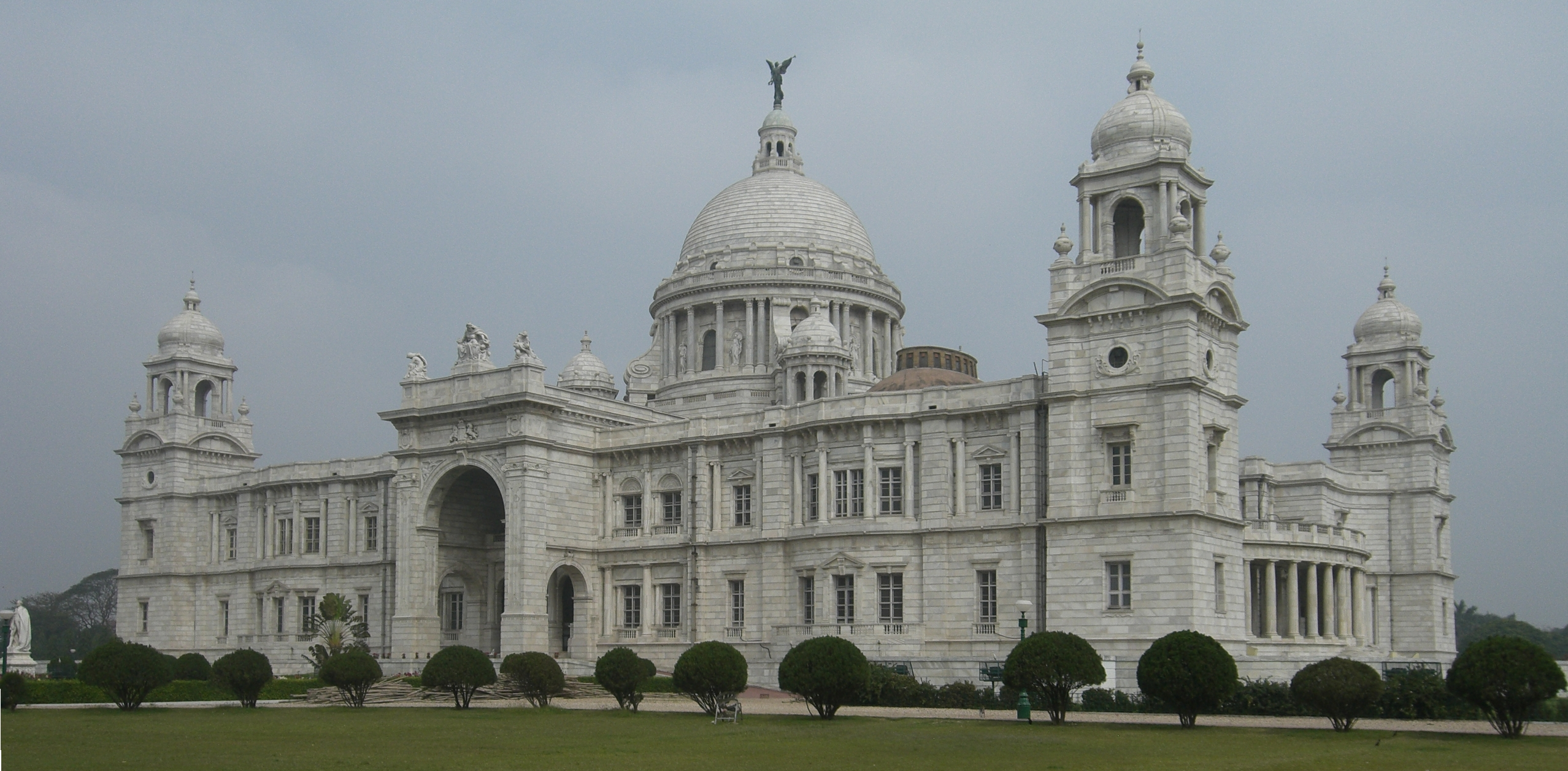
Image composite.
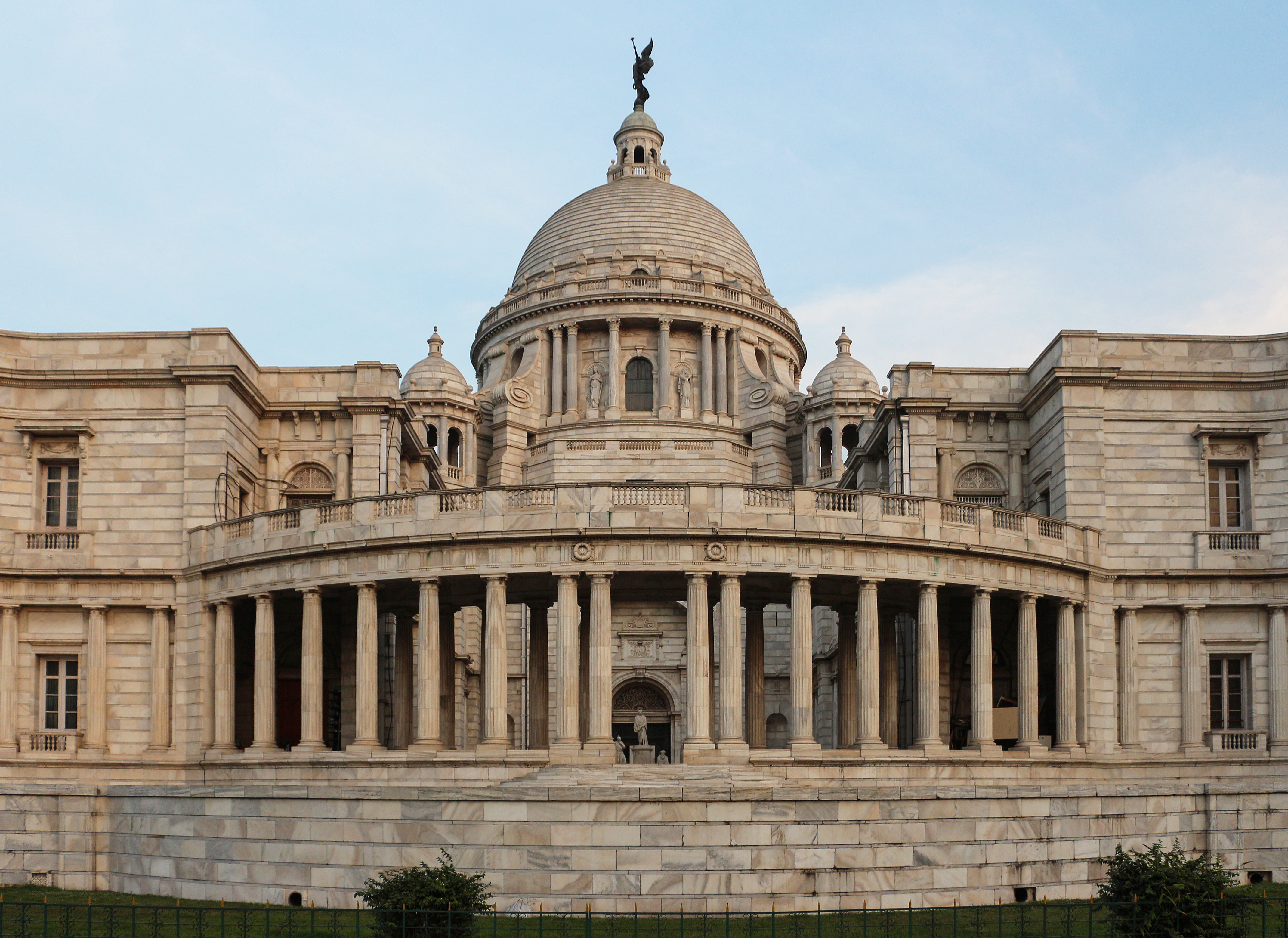
Face ouest du Memorial.
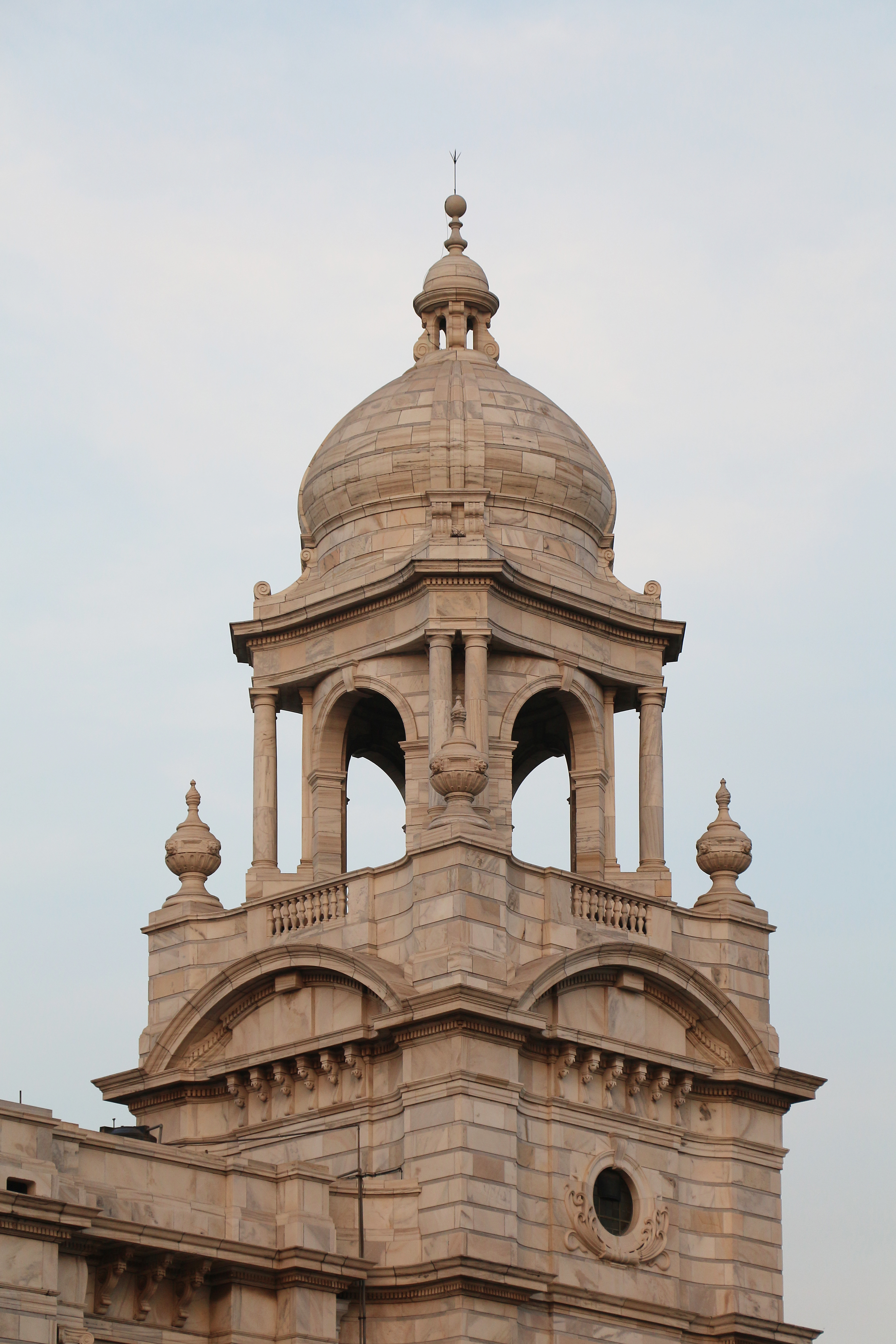
Un pavillon du Memorial.
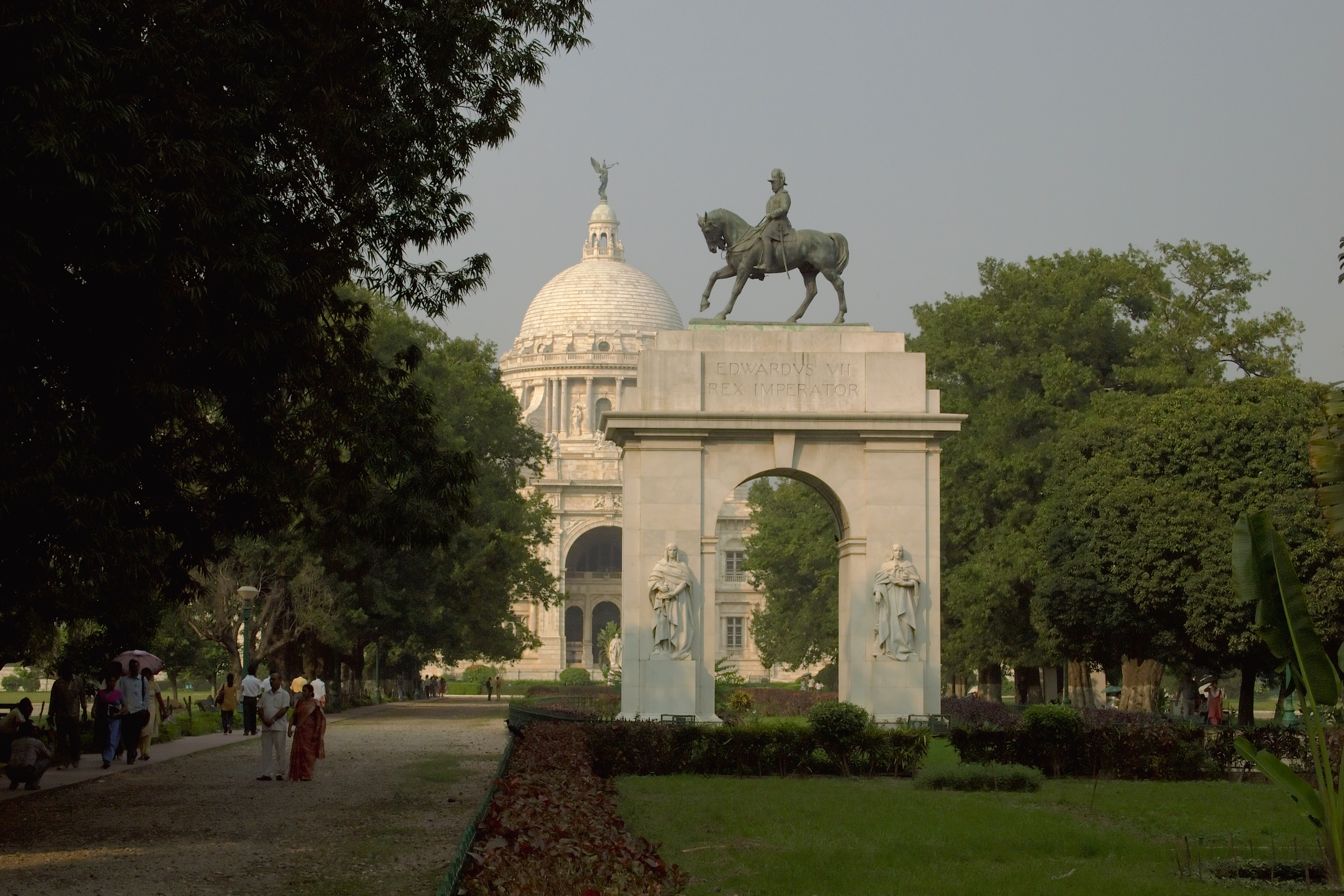
Arche du roi Édouard VII.
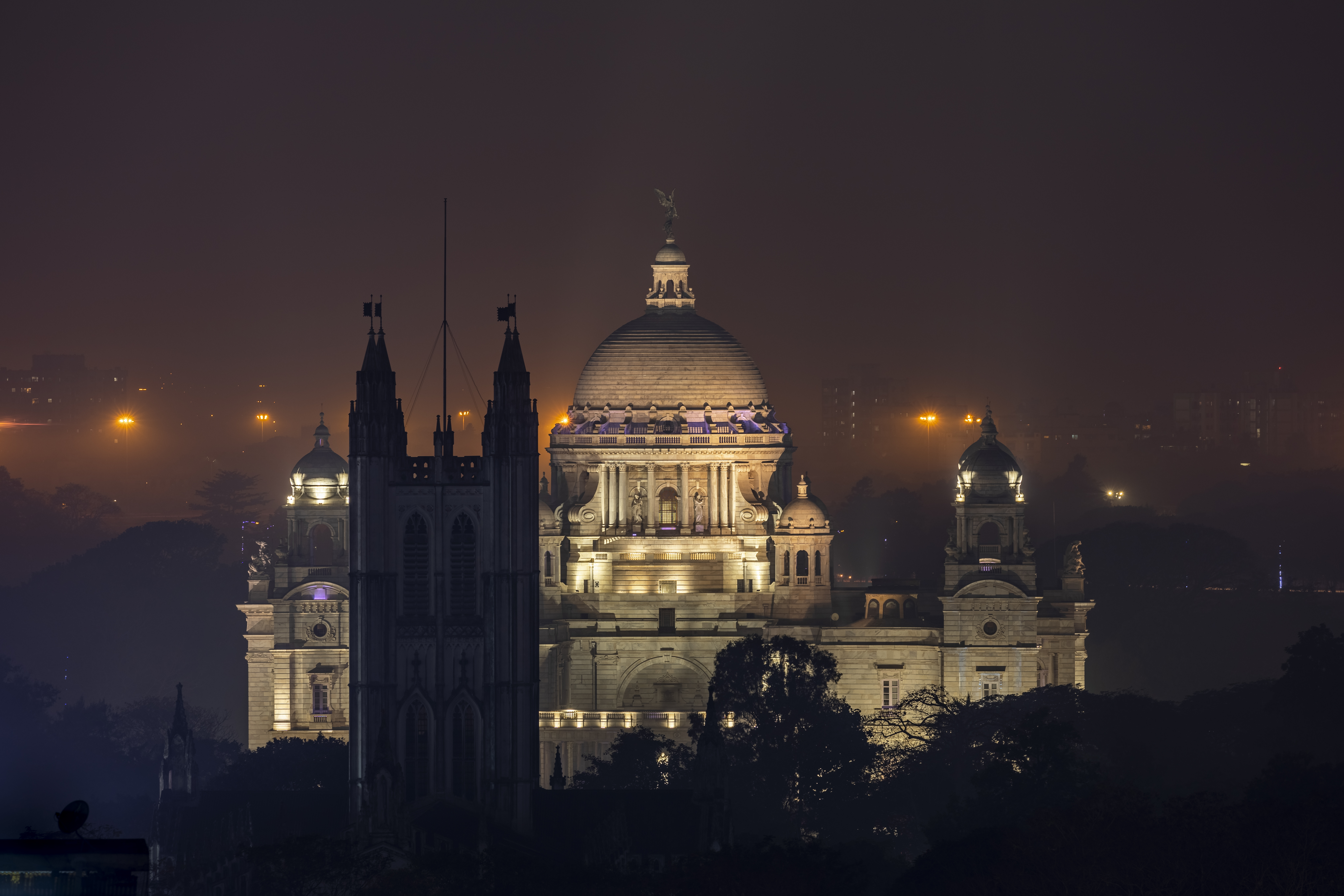
De nuit. La cathédrale Saint-Paul de Calcutta en premier plan. Janvier 2019.